# Tomografia quàntica

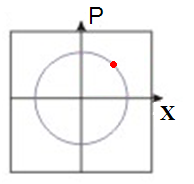
Figura 1: Un oscil·lador harmònic representat a l'espai de fases pel seu moment i posició.

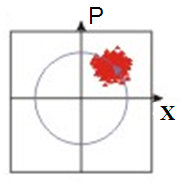
Figura 2: Molts oscil·ladors idèntics representats a l'espai de fases pel seu moment i posició.

La tomografia quàntica o tomografia d'estat quàntic és el procés pel qual es reconstrueix un estat quàntic mitjançant mesures en un conjunt d'estats quàntics idèntics. La font d'aquests estats pot ser qualsevol dispositiu o sistema que prepari estats quàntics de manera consistent en estats quàntics purs o bé en estats mixtes generals. Per poder identificar de manera única l'estat, les mesures han d'estar tomogràficament completes. És a dir, els operadors mesurats han de formar una base d'operadors sobre l'espai de Hilbert del sistema, proporcionant tota la informació sobre l'estat. Aquest conjunt d'observacions de vegades s'anomena quòrum. El terme tomografia es va utilitzar per primera vegada a la literatura de física quàntica en un article de 1993 que introduïa la tomografia homodina òptica experimental.
En la tomografia de processos quàntics, d'altra banda, s'utilitzen estats quàntics coneguts per sondejar un procés quàntic per esbrinar com es pot descriure el procés. De la mateixa manera, la tomografia de mesura quàntica treballa per esbrinar quina mesura s'està realitzant. Mentre que, el benchmarking aleatoritzat de forma escalable obté una xifra de mèrit de la superposició entre el procés quàntic físic propens a errors i el seu homòleg ideal.

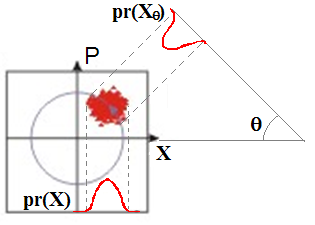
Figura 3: Distribució marginal.

El principi general darrere de la tomografia d'estat quàntic és que realitzant repetidament moltes mesures diferents en sistemes quàntics descrits per matrius de densitat idèntiques, els recomptes de freqüència es poden utilitzar per inferir probabilitats, i aquestes probabilitats es combinen amb la regla de Born per determinar una matriu de densitat que s'ajusti millor amb les observacions.
Això es pot entendre fàcilment fent una analogia clàssica. Considereu un oscil·lador harmònic (per exemple, un pèndol). La posició i el moment de l'oscil·lador en qualsevol punt es poden mesurar i, per tant, el moviment es pot descriure completament per l'espai de fases. Això es mostra a la figura 1. Realitzant aquesta mesura per a un gran nombre d'oscil·ladors idèntics obtenim una distribució de probabilitat a l'espai de fases (figura 2). Aquesta distribució es pot normalitzar (l'oscil·lador en un moment donat ha d'estar en algun lloc) i la distribució ha de ser no negativa. Per tant, hem recuperat una funció W(x,p) que dona una descripció de la possibilitat de trobar la partícula en un punt donat amb un moment donat. Per a les partícules de mecànica quàntica es pot fer el mateix. L'única diferència és que el principi d'incertesa de Heisenberg no s'ha de violar, és a dir, no podem mesurar el moment i la posició de la partícula al mateix temps. El moment de la partícula i la seva posició s'anomenen quadratures (vegeu l'espai de fase òptic per a més informació) en estats relacionats amb el quàntic. En mesurar una de les quadratures d'un gran nombre d'estats quàntics idèntics ens donarà una densitat de probabilitat corresponent a aquesta quadratura en particular. Això s'anomena distribució marginal, pr(X) o pr(P) (vegeu la figura 3). En el text següent veurem que aquesta densitat de probabilitat és necessària per caracteritzar l'estat quàntic de la partícula, que és tot el punt de la tomografia quàntica.
La tomografia quàntica es pot utilitzar per caracteritzar senyals òptics, inclosa la mesura del guany i la pèrdua del senyal de dispositius òptics, així com en la computació quàntica i la teoria de la informació quàntica per determinar de manera fiable els estats reals dels qubits. Es pot imaginar una situació en què una persona Bob prepara molts objectes idèntics (partícules o camps) en els mateixos estats quàntics i després els dona a l'Alice perquè els mesura. No confiada amb la descripció de l'estat que fa Bob, és possible que l'Alice vulgui fer una tomografia quàntica per classificar l'estat ella mateixa.